# Yoon Kang-mi
Yoon Kang-mi (윤 강 미?; Gyeongsan, 15 novembre 1965) è un'illustratrice sudcoreana.

## Carriera
Nata nella provincia sudcoreana del Gyeongsang Settentrionale nel 1965, intraprende gli studi presso il Dipartimento di Pittura della Yeungnam College of Design and Art, specializzandosi successivamente in Pittura Occidentale. Inizia la sua carriera come pittrice, per poi dedicarsi, dopo la nascita del figlio, alla produzione di albi illustrati. Nel 2019 pubblica in Corea del Sud il suo primo albo illustrato, dal titolo Dove crescono gli alberi.
Risiede in prossimità di boschi e montagne, dove si dedica alla realizzazione di albi illustrati esplorando temi quali la coesistenza pacifica tra l’uomo e la natura.

## Opere
- Kang-mi Yoon, La maison qui fleurit, Rue du monde, 2019, ISBN 9782355045851.
- Kang-mi Yoon, Dove crescono gli alberi, Topipittori, 2019, ISBN 9788833700663.
- Kang-mi Yoon, Aǧaçlarin yetiştiği Bina, koç Üniversitesi Yayinlari çocuk kitapları, 2019, ISBN 9786057685308.
- Kang-mi Yoon, 長滿樹的大廈, 靑林國際出版服有限公司, 2019, ISBN 9789862744888.
- Kang-mi Yoon, Moonless Night, Changbi, 2021, ISBN 978-89-364-5569-9.
- Kang-mi Yoon, Mina's Little Bird, Gilbut Kids, 2023, ISBN 978-89-5582-694-4.

## Riconoscimenti
- Lala’s Green building, Selected Distinction, Nami Concours, 2017.
- Dove crescono gli alberi, Selected Illustrators, Bologna Children's Book Fair, 2020.
- Un pezzo di Luna, Selected Illustrators, Singapore Asian Festival of Children’s Content “Lit Up”, 2022.[3]
- Dove crescono gli alberi, opera di eccellenza, 39º Congresso Internazionale IBBY, Trieste, aprile 2024.